# Lupinus protrusus
Lupinus protrusus är en ärtväxtart som beskrevs av Charles Piper Smith. Lupinus protrusus ingår i släktet lupiner, och familjen ärtväxter. Inga underarter finns listade i Catalogue of Life.